# La Guareña
La Guareña es una comarca española situada en el sureste de la provincia de Zamora, en la comunidad autónoma de Castilla y León.
Esta comarca, a pesar de su gran sentido de identidad, con características geográficas, económicas, sociales e históricas afines, no cuenta con reconocimiento legal para su desarrollo administrativo, lo que ha llevado a sus municipios a organizarse en mancomunidades como fórmula legal que les permite la optimización de la gestión de algunos servicios públicos municipales.

## Etimología
Su nombre proviene del río Guareña que atraviesa este territorio en búsqueda del Duero en Toro. A su vez, el nombre de este río, deriva del lugar de nacimiento del marido de la reina Urraca I de León, Raimundo de Borgoña, natural del valle del río Garona en Francia que, con el tiempo, derivó en Guareña.

## Geografía
La comarca de la Guareña se ubica en el sureste de la provincia de Zamora, estando considerada como capital comarcal históricamente la villa de Fuentesaúco. 

### Municipios
| Escudo                | Municipio                 | Superficie (km²) | Población municipal | Localidades               | Población local                             | Coordenadas                                 | Altitud (msnm)        | Commons                   | Wikidata |
| --------------------- | ------------------------- | ---------------- | ------------------- | ------------------------- | ------------------------------------------- | ------------------------------------------- | --------------------- | ------------------------- | -------- |
|                       | Argujillo                 | 23.09            | 214                 | Argujillo                 | 214                                         | 41°18′40″N 5°35′15″O / 41.311052, -5.587473 | 770                   | Argujillo                 | Q1778072 |
|                       | La Bóveda de Toro         | 59.45            | 664                 | La Bóveda de Toro         | 664                                         | 41°20′32″N 5°24′34″O / 41.342350, -5.409514 | 706                   | La Bóveda de Toro         | Q1769446 |
|                       | Cañizal                   | 35.29            | 423                 | Cañizal                   | 423                                         | 41°10′02″N 5°22′04″O / 41.167153, -5.367699 | 791                   | Cañizal                   | Q593380  |
|                       | Castrillo de la Guareña   | 21.91            | 121                 | Castrillo de la Guareña   | 121                                         | 41°13′48″N 5°19′30″O / 41.230022, -5.324888 | 733                   | Castrillo de la Guareña   | Q1778099 |
|                       | Fuentelapeña              | 58.19            | 639                 | Fuentelapeña              | 639                                         | 41°15′10″N 5°22′57″O / 41.252664, -5.382395 | 742                   | Fuentelapeña              | Q1769064 |
|                       | Fuentesaúco               | 67.85            | 1588                | Fuentesaúco               | 1588                                        | 41°13′54″N 5°29′51″O / 41.231697, -5.497445 | 800                   | Fuentesaúco               | Q1765240 |
|                       | Guarrate                  | 31.6             | 315                 | Guarrate                  | 315                                         | 41°17′20″N 5°26′31″O / 41.288794, -5.441831 | 736                   | Guarrate                  | Q1777876 |
|                       | El Maderal                | 29.71            | 175                 | El Maderal                | 175                                         | 41°16′55″N 5°37′22″O / 41.281963, -5.622823 | 833                   | El Maderal                | Q430056  |
|                       | El Pego                   | 26.81            | 282                 | El Pego                   | 282                                         | 41°20′05″N 5°28′07″O / 41.334789, -5.468476 | 759                   | El Pego                   | Q1768968 |
|                       | San Miguel de la Ribera   | 26.25            | 260                 | San Miguel de la Ribera   | 260                                         | 41°20′02″N 5°34′38″O / 41.333750, -5.577105 | 759                   | San Miguel de la Ribera   | Q1766460 |
|                       | Vadillo de la Guareña     | 44.16            | 254                 | Vadillo de la Guareña     | 254                                         | 41°16′55″N 5°21′10″O / 41.281835, -5.352892 | 715                   | Vadillo de la Guareña     | Q1766877 |
|                       | Vallesa de la Guareña     | 28.01            | 72                  | Olmo de la Guareña        | 16                                          | 41°09′40″N 5°18′25″O / 41.161155, -5.306897 | 753                   | Olmo de la Guareña        | Q6050191 |
| Vallesa de la Guareña | Vallesa de la Guareña     | 28.01            | 72                  | 56                        | 41°08′07″N 5°19′34″O / 41.135373, -5.326136 | 765                                         | Vallesa de la Guareña | Q1766957                  |          |
|                       | Villabuena del Puente     | 26.07            | 603                 | Villabuena del Puente     | 603                                         | 41°22′48″N 5°24′31″O / 41.379882, -5.408538 | 707                   | Villabuena del Puente     | Q1766845 |
|                       | Villaescusa               | 43.09            | 236                 | Villaescusa               | 236                                         | 41°12′22″N 5°27′51″O / 41.206218, -5.464120 | 827                   | Villaescusa, Zamora       | Q1922230 |
|                       | Villamor de los Escuderos | 55.77            | 372                 | Villamor de los Escuderos | 372                                         | 41°15′10″N 5°34′25″O / 41.252661, -5.573686 | 831                   | Villamor de los Escuderos | Q1769022 |

## Historia

### Prehistoria

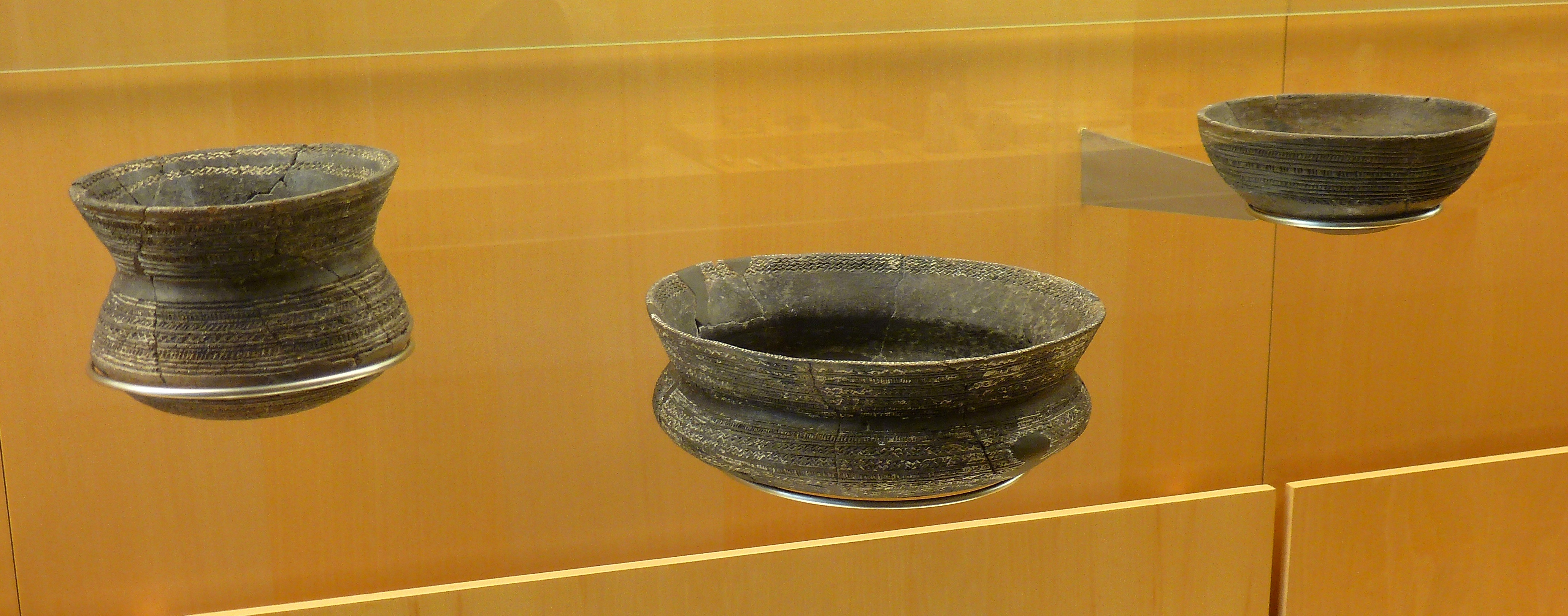
Vaso, cazuela y cuenco pertenecientes al ajuar campaniforme de Villabuena del Puente, uno de los más destacados de la península ibérica. Museo de Zamora

Los primeros vestigios de poblamiento en la comarca se sitúan en la Prehistoria. Así, en Castrillo de la Guareña se han adscrito al periodo Calcolitico los restos hallados en el yacimiento de «El Coto», frente al cual se sitúa el yacimiento de la «Cuesta el Pico», en el que existe un yacimiento de la Primera Edad del Hierro. Este último ha sido documentado mediante técnicas de prospección que han proporcionado numerosos y variados materiales cerámicos, así como restos óseos, líticos y algunos restos metálicos que en principio permiten su adscripción a la facies cultural Soto de Medinilla. La importancia de este yacimiento descansa en su ubicación como estación intermedia entre los importantes yacimientos coetáneos de «La Mota» en Medina del Campo y el Cerro de San Vicente en Salamanca, con los que guarda relación tanto espacial, como material y cultural.
Por su parte, en el término de Fuentelapeña se constata el poblamiento humano desde el Paleolítico inferior, hecho que corroborarían las numerosas piezas líticas de la cultura achelense halladas en el yacimiento arqueológico de Valdeagún.
Asimismo, en Villabuena del Puente la presencia humana se remontan al menos a la Edad del Bronce, como muestra el hallazgo de una tumba de la cultura del vaso campaniforme. Esta fosa fue descubierta en 1959 por un agricultor en el pago de «La Peña» del término municipal de Villabuena, habiéndose encontrado en su interior el esqueleto de un varón adulto que estaba apoyado sobre su costado derecho, con las piernas flexionadas bajo el abdomen y las manos recogidas sobre la cabeza. Junto a él se halló el denominado «ajuar campaniforme de Villabuena» o «ajuar funerario de Villabuena», compuesto principalmente por tres vasijas propias de la cultura campaniforme (vaso, cazuela y cuenco) decorados con motivos geométricos y con incrustaciones de pasta blanca. Junto al esqueleto aparecieron otros enseres, como un puñal de cobre, una arandela de hueso de la empuñadura del puñal, un botón de hueso perforado en uve, un brazal de arquero y una cinta de oro ornamental. El ajuar pudo pertenecer a un líder o guerrero local de entre el 2900 y el 1600 antes de Cristo. El ajuar es conservado por el Museo de Zamora.

### Época romana
En cuanto a la época de dominación romana, en la comarca son varios los lugares que evidencian el poblamiento humano en época romana. Así, en Castrillo de la Guareña hasta la fecha se han señalado los pagos de «El Retamal» o la «Tierra de la Encina», así como en la margen derecha del río Guareña, a unos 600 metros río a arriba desde el pueblo, donde se han encontrado evidencias de un despoblado romano y junto al río restos de una construcción que pudieron ser los estribos de un viejo puente, tal vez romano. En todos ellos se han encontrado restos de tégulas, cerámica vulgar romana y fragmentos de sigilata.
Asimismo, en Fuentesaúco se han documentado también varios yacimientos en su término municipal, como son «Carrelinares» con restos de asociados a la época romana altoimperial, la «Tierra de la Sepultura» de adscripción cultural tardorromana y visigoda; y la «Casa del Pastor», con restos posteriores, ya visigodos.

### Edad Media

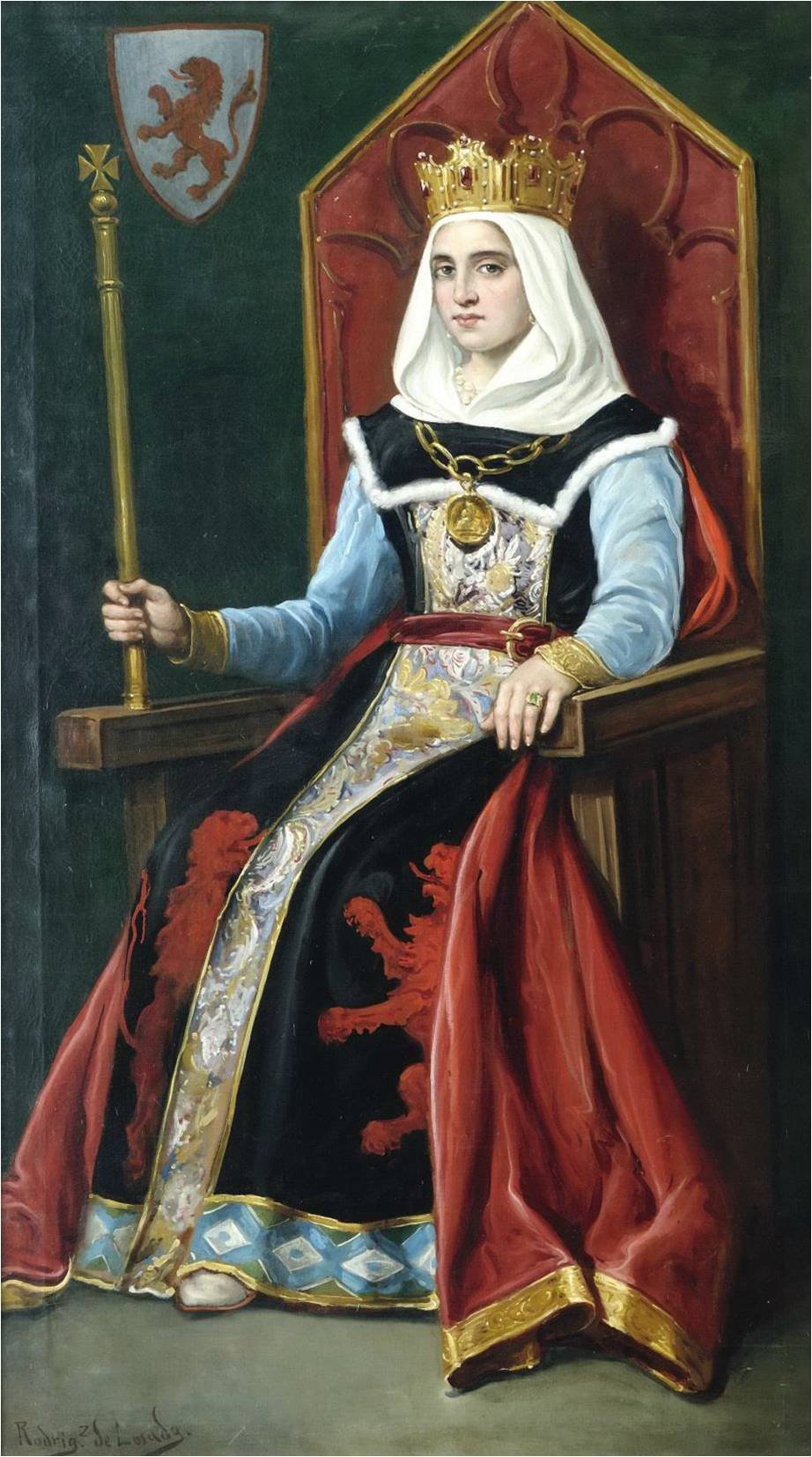
Urraca I de León cedió buena parte de la comarca a la Orden de San Juan en el año 1116

La existencia de población árabe en la comarca en la Alta Edad Media se atestigua por la existencia de un qanat árabe del siglo IX en Fuentelapeña. Esta es una canalización de aguas subterráneas construida por los árabes y que se encuentra excavada en piedra arenisca. La infraestructura pudo ser construida para reconducir las aguas subterráneas hacia la fuente conocida como «fuente la peña» que dio origen y nombre a esta localidad.
En todo caso, tanto esta localidad como el resto de la comarca fue reconquistado por los reyes leoneses, que acometieron la repoblación de La Guareña a inicios del siglo X dentro de los procesos repobladores que llevaron a cabo de cara a asegurar las posiciones del Reino de León en el proceso de la Reconquista.
Ya en el año 1116, la reina Urraca I de León cedió gran parte de la comarca a la Orden de San Juan, donación que en 1125 fue confirmada por Alfonso VII de León, permaneciendo posteriormente bajo dominio de la orden sanjuanista hasta el siglo XIX, cuando mediante la bula Quos diversa, en 1875, estas iglesias del Hospital pasaron a depender de la diócesis de Zamora.
No obstante algunas localidades no se vieron afectadas por dicha cesión. En este sentido, Argujillo fue donado en 1211 por el rey Alfonso IX de León a otra orden, la del Temple: «Do etiam eis Aruoyxelo cum omnibus suis directuris et pertenenciis», quedando integrado dentro de la encomienda templaria de Zamora.
Precisamente este monarca leonés, con el fin de favorecer la atracción de mayor número de gentes a Fuentesaúco para reforzar su repoblación, otorgó en 1224 un documento de exención de todo pecho a los nuevos pobladores que se asentasen en esta villa. En esta localidad previamente el rey Alfonso VII de León había donado el coto redondo del mismo nombre al obispo de Zamora Bernard de Périgord, obispo que en 1133 otorgaba el derecho de fuero a sus habitantes, popvlatores de Fonte de Savvgo.

### Edad Moderna
Durante la Edad Moderna la comarca estuvo integrada en la provincia de Toro, hecho que tuvo su origen en la dependencia desde las Cortes leonesas de 1188 de la comarca por la ciudad de Toro en Cortes, lo que derivó en la posterior provincia de Toro, en la que se mantuvo la zona integrada hasta el siglo XIX.
Por otro lado, en lo eclesiástico Fuentesaúco constituía la cabecera de un arciprestazgo desde 1499, siendo comprada esta villa en 1597 por Pedro de Deza, a quien le otorgó el Condado de la Fuente del Saúco el rey Felipe III de España en 1612, el cual inicialmente fue regido desde el palacio que estos condes poseían en Toro.

### Edad Contemporánea

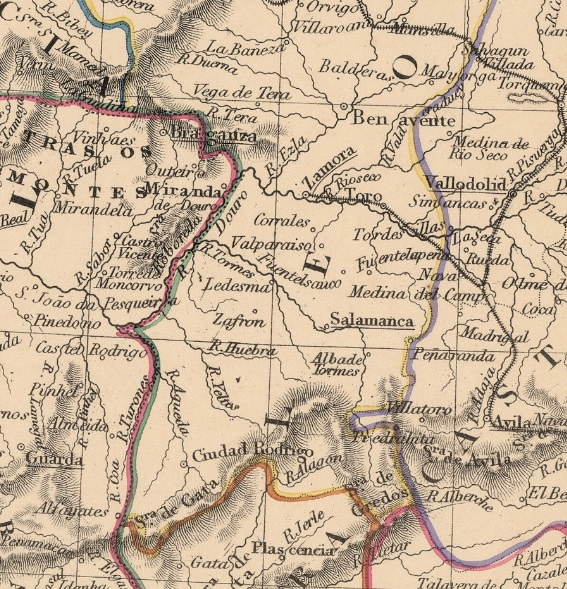
Detalle del mapa Spain and Portugal in provinces, realizado en 1838 por J. & C. Walker, en el que se pueden observar Fuentesaúco y Fuentelapeña

En julio de 1812, durante la Guerra de la Independencia, tuvo lugar en la comarca la conocida como batalla de Castrillo y la posterior Marcha Paralela, una serie de combates y escaramuzas entre las tropas aliadas del General Wellington y las tropas napoleónicas durante la Guerra de Independencia, previos a la famosa batalla de Arapiles. Precisamente en este conflicto bélico Castrillo de la Guareña fue incendiado por las tropas francesas, siendo asimismo saqueado Argujillo.
Posteriormente, con la creación de las actuales provincias mediante la división provincial de 1833, la comarca quedó encuadrada en la provincia de Zamora, dentro de la Región Leonesa, quedando adscrita asimismo en 1834 al partido judicial de Fuentesaúco, vertebración que se prolongó hasta 1983, cuando fue suprimido el mismo e integrado en el Partido Judicial de Zamora.

## Economía
La economía de la comarca está dominada principalmente por el sector primario, en gran medida por la agricultura y la ganadería, dando lugar a la existencia de ciertas empresas de la industria agroalimentaria, centradas en la transformación de productos cárnicos y lácteos.
No obstante, destaca en la comarca la agricultura extensiva de cultivos de secano, sobre todo cereales, aunque también es importante la cantidad de suelo dedicada al regadío. Dentro de la agricultura destacan los garbanzos, agrupados en la denominación de origen Garbanzo de Fuentesaúco, así como el cultivo del espárrago, de más reciente introducción.
La ganadería está dominada por instalaciones intensivas en los sectores lácteo y porcino.
En cuanto al sector servicios, se agrupa principalmente en Fuentesaúco, que ejerce de cabecera comarcal de servicios.

### Garbanzo de Fuentesaúco

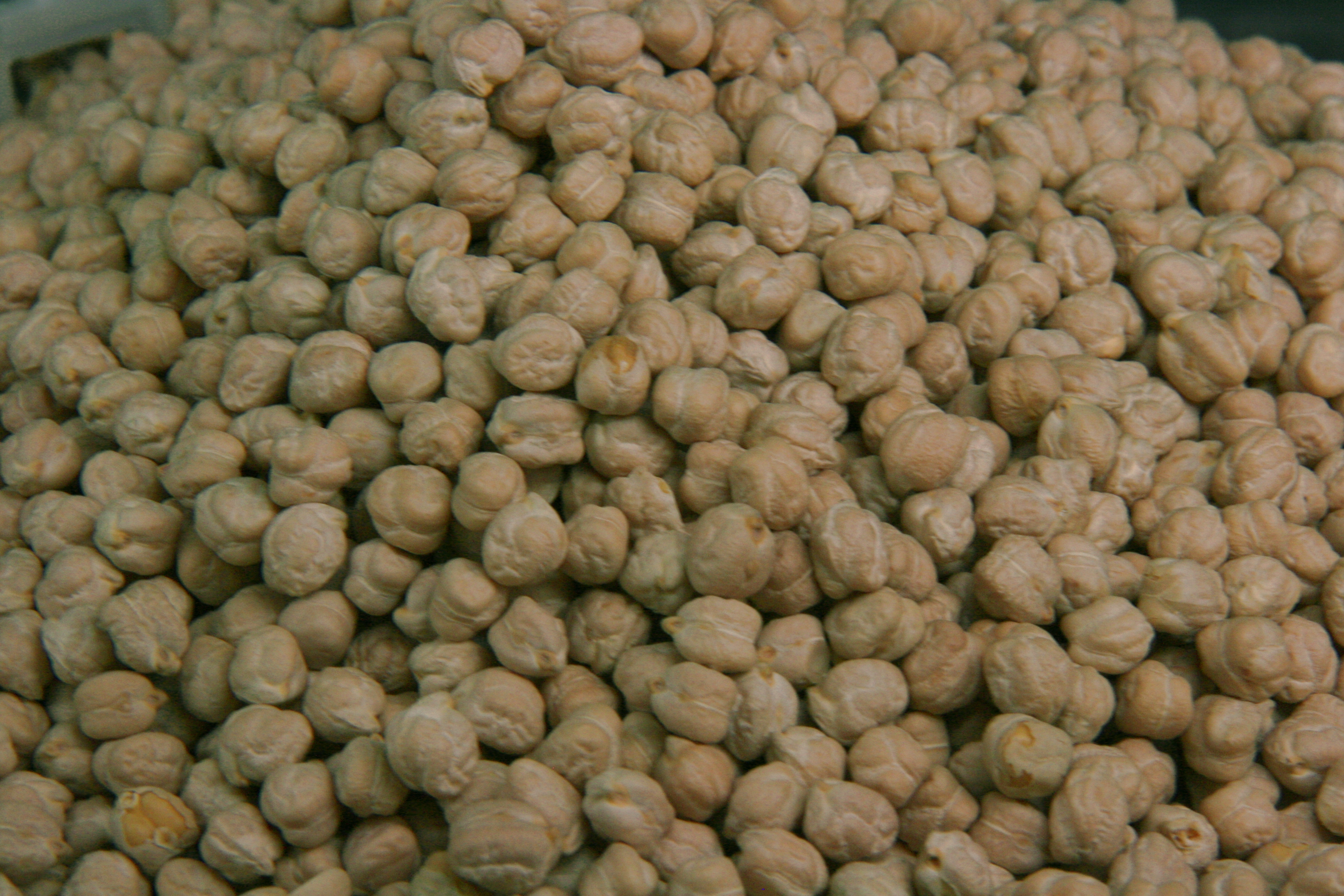
Garbanzo de Fuentesaúco

Su producción ha sido apreciada desde la antigüedad, incluso en el siglo XVI llegó a contar con protección real. En 1996 obtuvo el reconocimiento provisional de IGP, posteriormente ratificado en el 2002, lo que supuso que su consejo regulador sea el que ampare y certifica la calidad de la producción de su zona geográfica delimitada.
La variedad de leguminosa plantada en La Guareña es de la especie Cicer arietinum L, denominada macrocarpum y ha dado lugar a la existencia del ecotipo local Fuentesaúco destinado al consumo humano. Se diferencia por ser poco exigente en su cultivo, pero al mismo tiempo poco productivo, siendo un claro ejemplo de máxima adaptación a su zona de cultivo. Su fruto, el garbanzo, se caracteriza por su tamaño medio a grande, color cremoso, pico pronunciado y curvo, y por contar con una rugosidad intermedia. Tras su cocción, los garbanzos de esta IGP se mantienen íntegros, con piel blanda y suave, textura mantecosa y uniforme, además de un agradable sabor al paladar.